# Ґорісцихе
Ґорісцихе (груз. გორის ციხე) — фортеця у місті Ґорі, Шида Картлі, Грузія.

## Опис
Ґорісцихе споруджена в центрі міста Ґорі, на високому скелястому пагорбі. Фортеця має овальну форму. Ґорісцихе займає все плато скелястого пагорба, а потім спускається в західному напрямку до річки. 

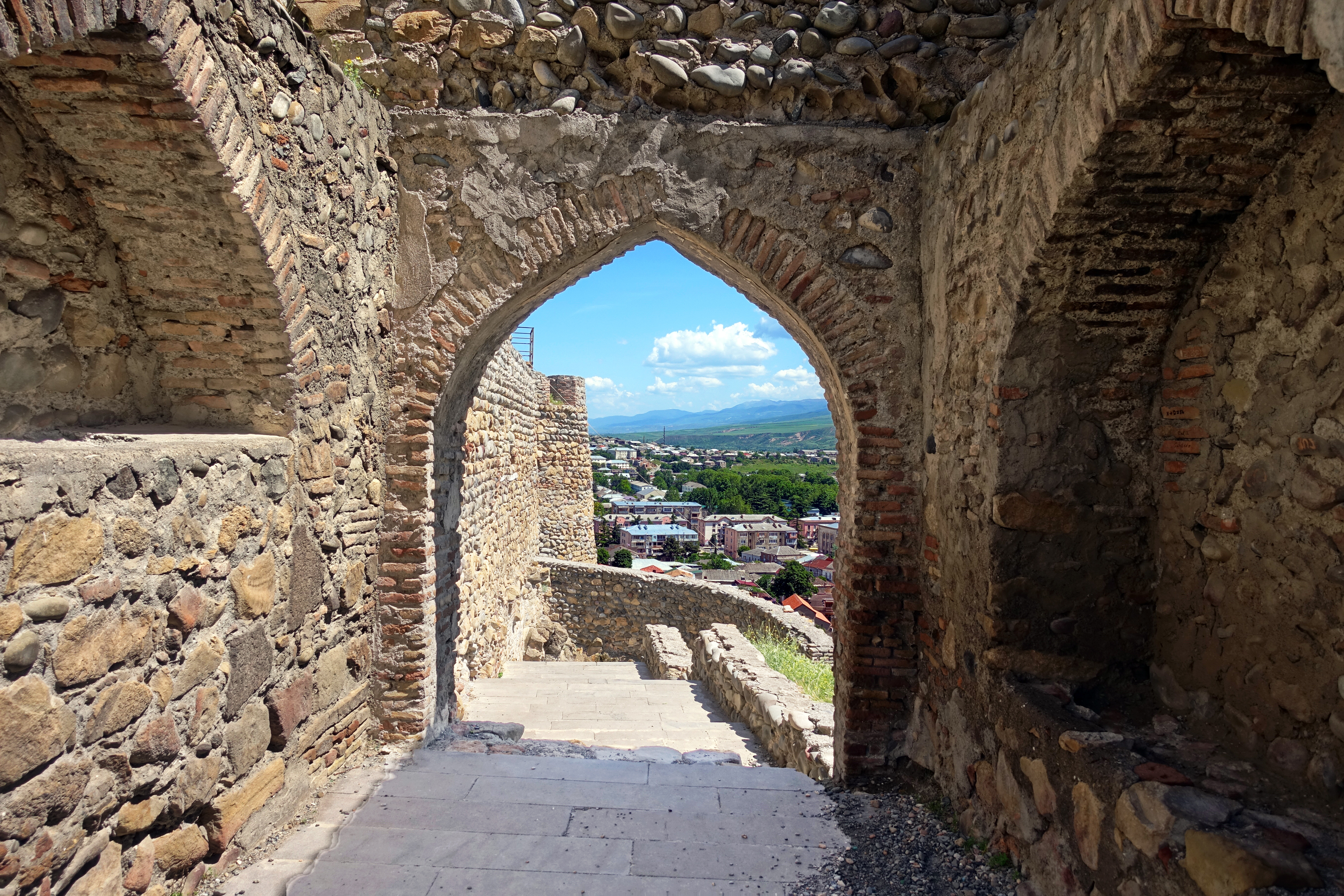

Західна частина фортеці — Цхракара, збереглася найкраще. Нижні мури фортеці проходить по схилах пагорба і оточують фортецю зі сходу та півдня. Сама фортеця сильно розтягнута зі сходу на захід і у цьому напрямку довжина її становить 180 метрів. Максимальна ж ширина фортеці 40 метрів. Після землетрус обвалилися всі верхні частини стін. Саме з цієї причини залишки стін всередині фортеці не перевищують у висоту 3 метрів. Зовнішні мури мають висоту від 2 до 10 метрів. Середня ж товщина стін приблизно 2 метри. Там де стіни не мали достатньої опори і в районі поворотів — побудовані спеціальні напівкруглі або чотирикутні приміщення, які допомагали ще більше захистити фортецю. 
Майже в самій центрі Ґорісцихе, під землею, є велике приміщення. Деякі археологи вважають, що там збиралася або дощова, або привізна вода. А деякі схильні вважати, що в цьому приміщенні перебували полонені, тобто там була в'язниця.
Фортеця зведена з кругляка та бутового каменю. У старих шарах є оброблені камені. З південного та східного боку знаходяться допоміжні мури. У південній частині мурів є напівкругла брама. 
У південно-східній частині фортеці знаходяться руїни маленької церкви, від якої залишилася тільки західна стіна, яка практично зливається з фортечним муром. Точну дату побудови церкви визначити дуже складно, але своїми загальними рисами вона нагадує пам'ятки X-XI століть. У самій церкві колись був таємний хід, який вів прямо в місто. Тепер не відомо, де саме він був розташований, так як його засипало землею.

## Історія

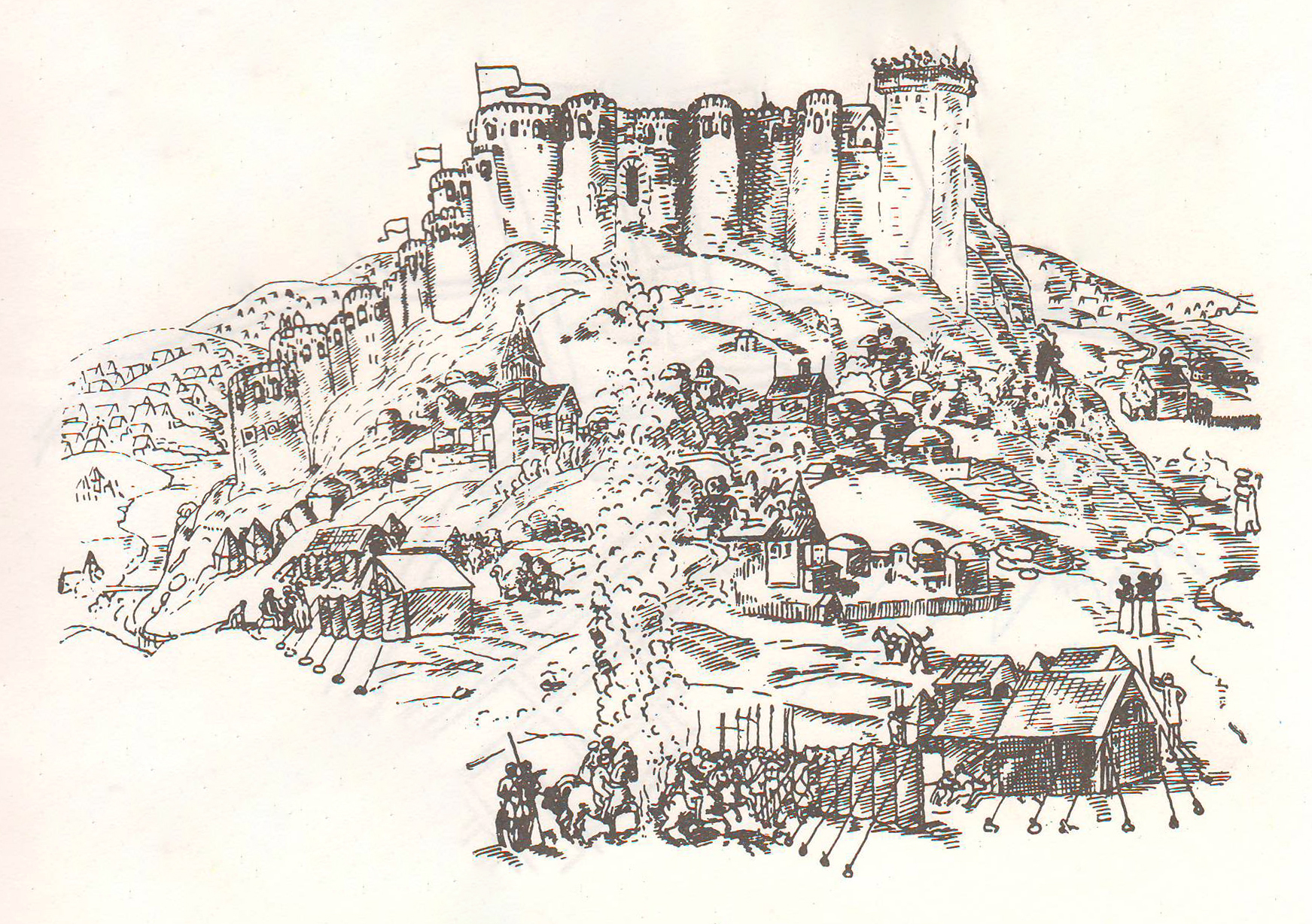
Терамо Кастеллі, Ґорісцихе близько 1642 року

У 1946 році, після того, як стався обвал північного схилу гори, археологи знайшли в цьому місці невеликий фрагмент стіни. Після детального вивчення був зроблений висновок про те, що будівля цієї частини датується 1-м тисячоліттям до н. е.. 
В історичних джерелах Ґорісцихе вперше згадується у XIII ст.. Ця фортеця мала стратегічне значення, і оволодіння нею означало встановлення контролю над Шида Картлі.
У Ґорісцихе неодноразово проводилися відновлювальні роботи, в тому числі й ґрунтовні — в період правління царя Картлії Ростома. Сучасний вигляд фортеця набула у 1774 році, коли цар Іраклій II відремонтував та частково перебудував Ґорісцихе. 
З 1802 року в Ґорісцихе стояв російський гренадерський батальйон. Потім фортеця втратила практичне значення. Великі ушкодження були завдані фортеці під час землетрус у 1920 році.

## Світлини

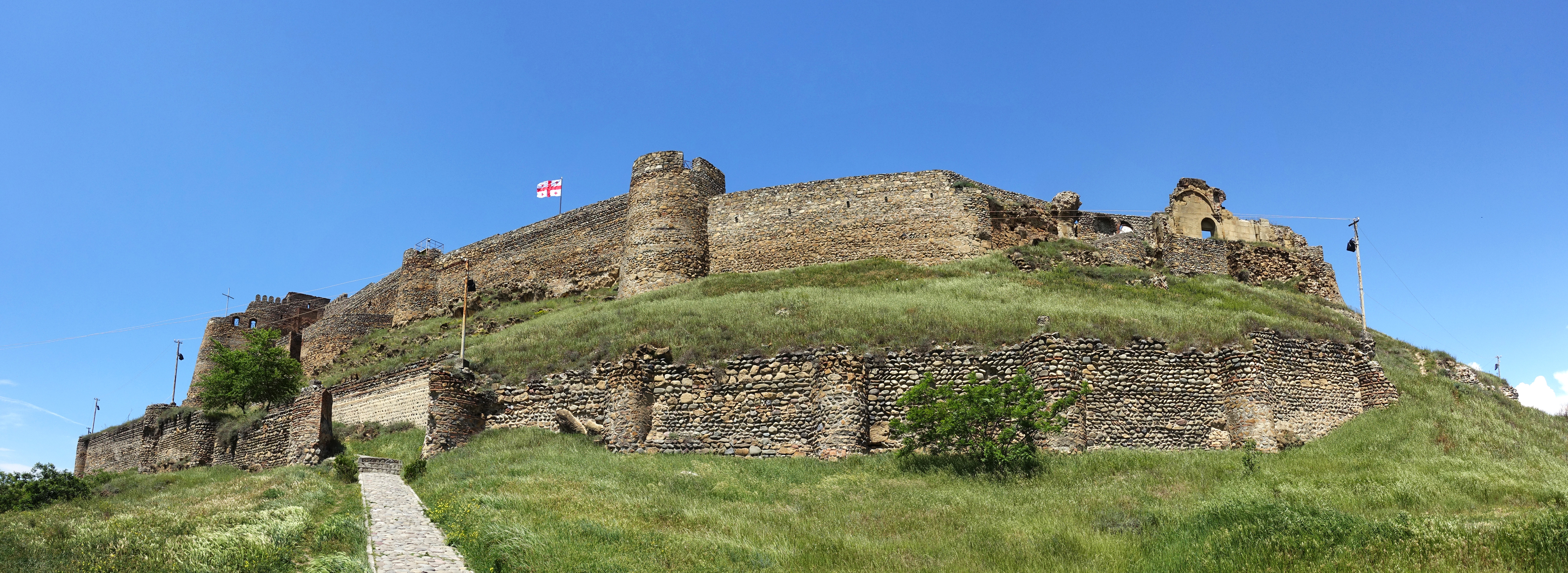
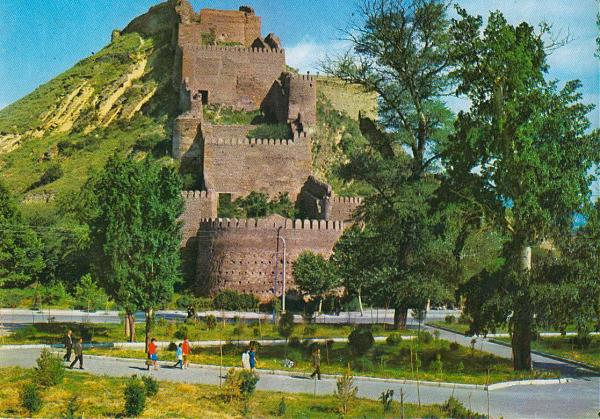
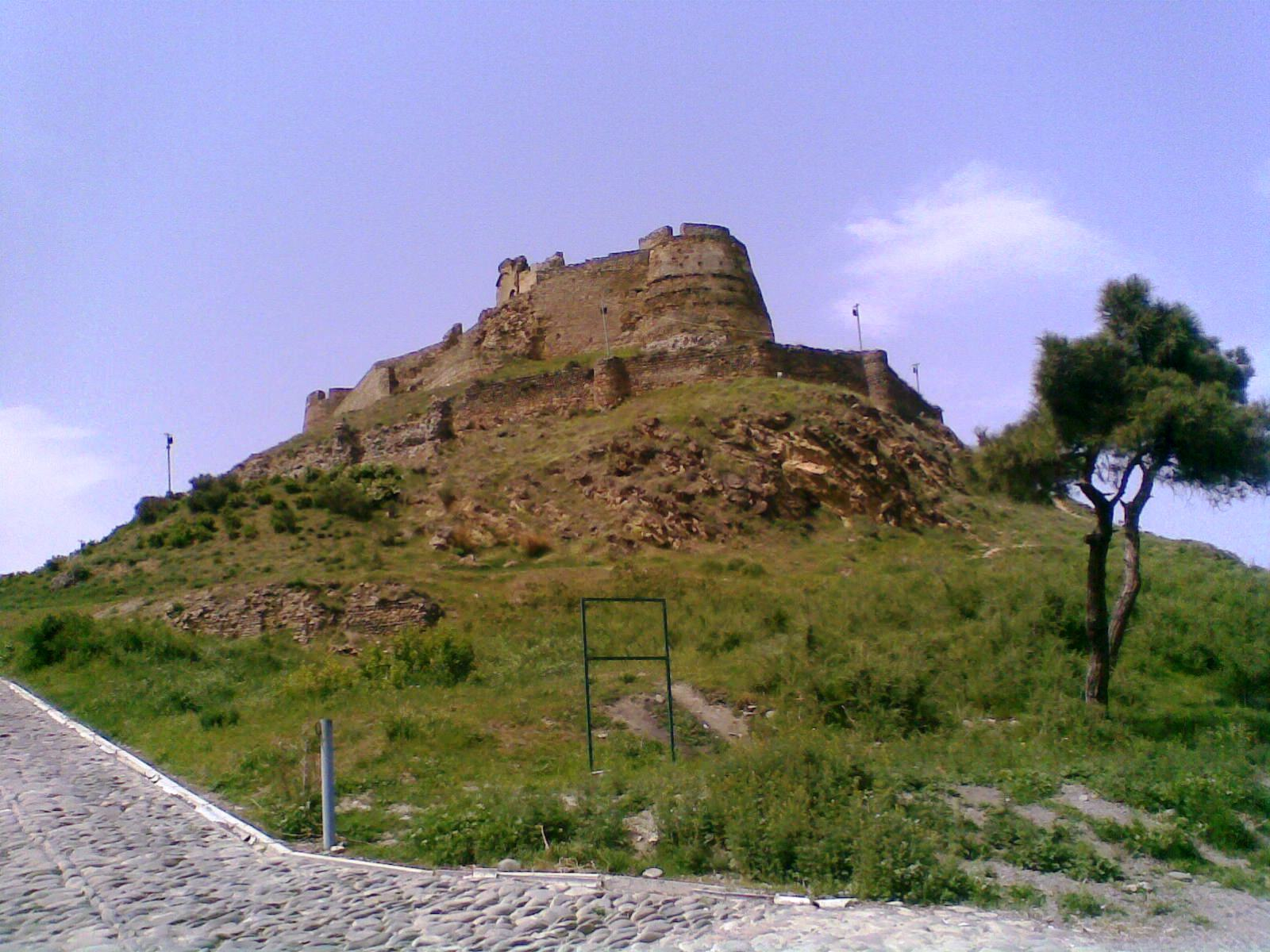
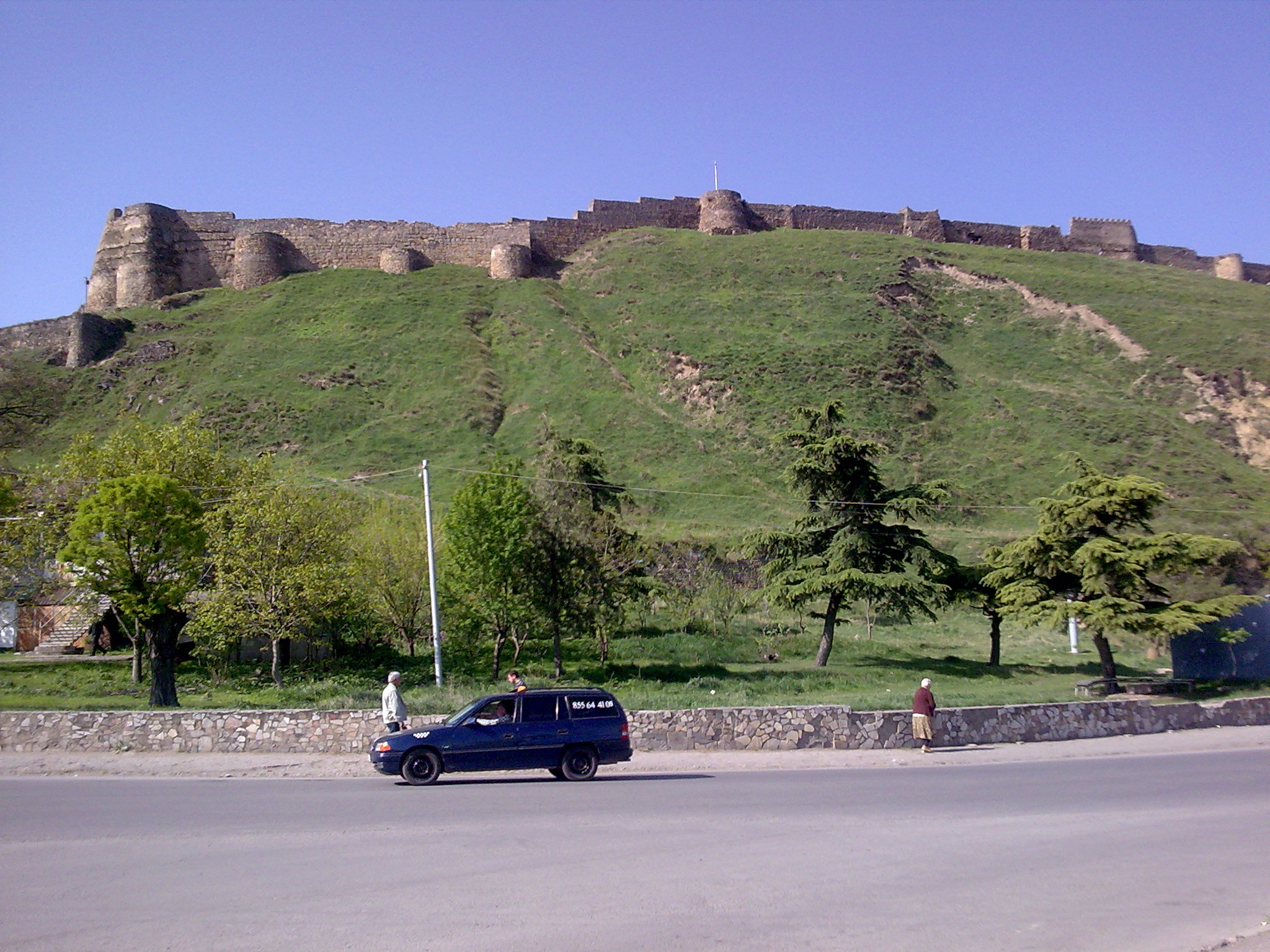
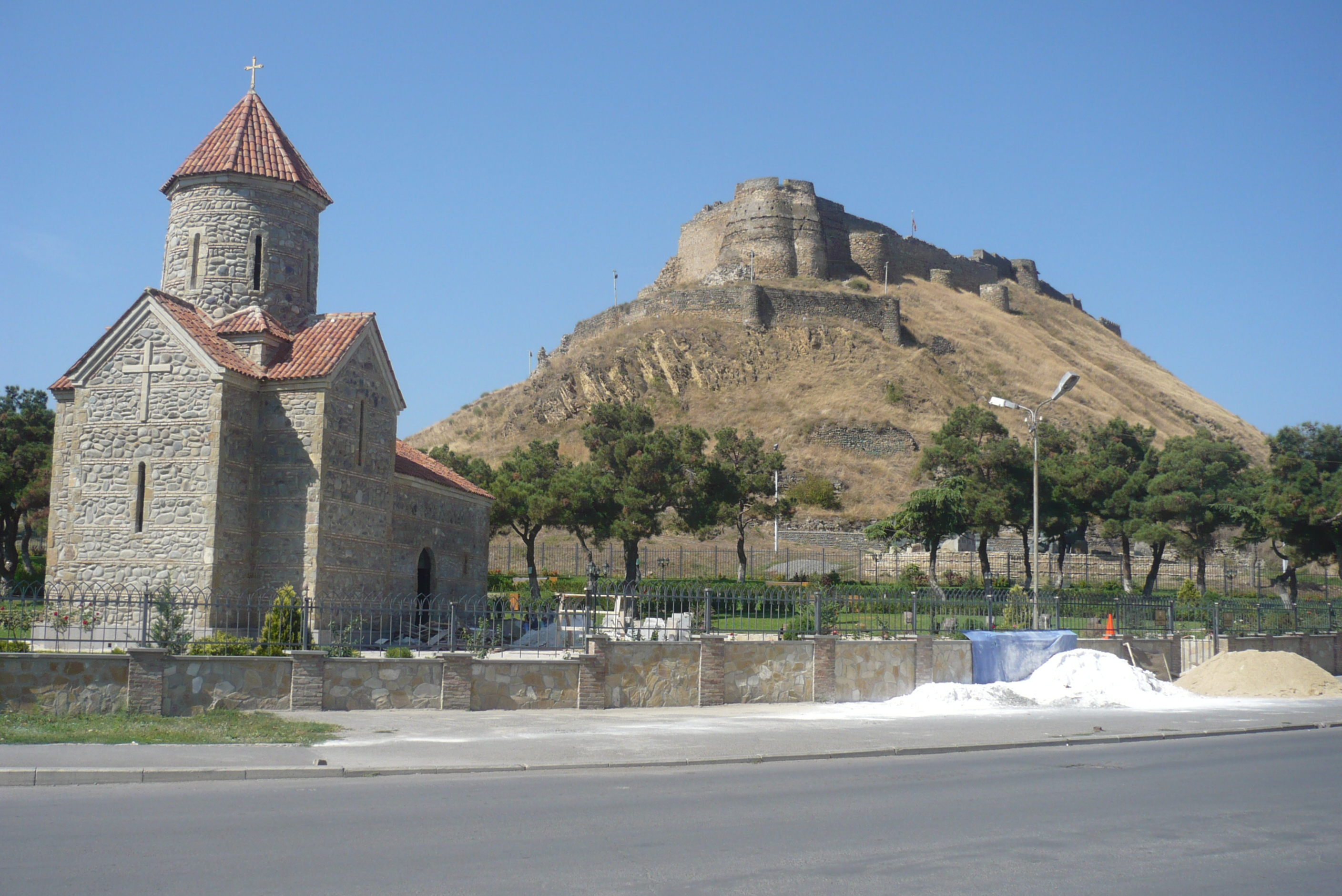
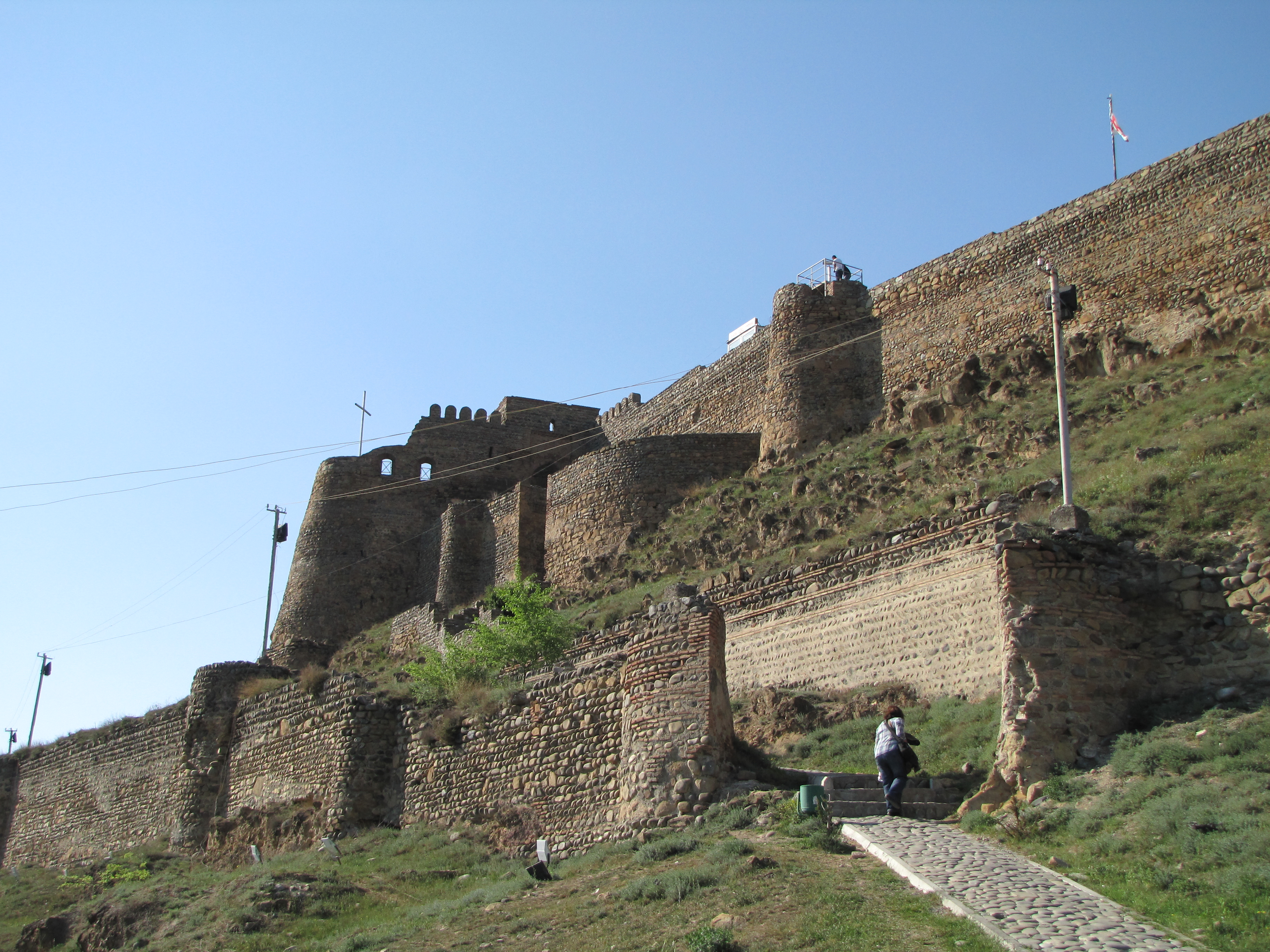
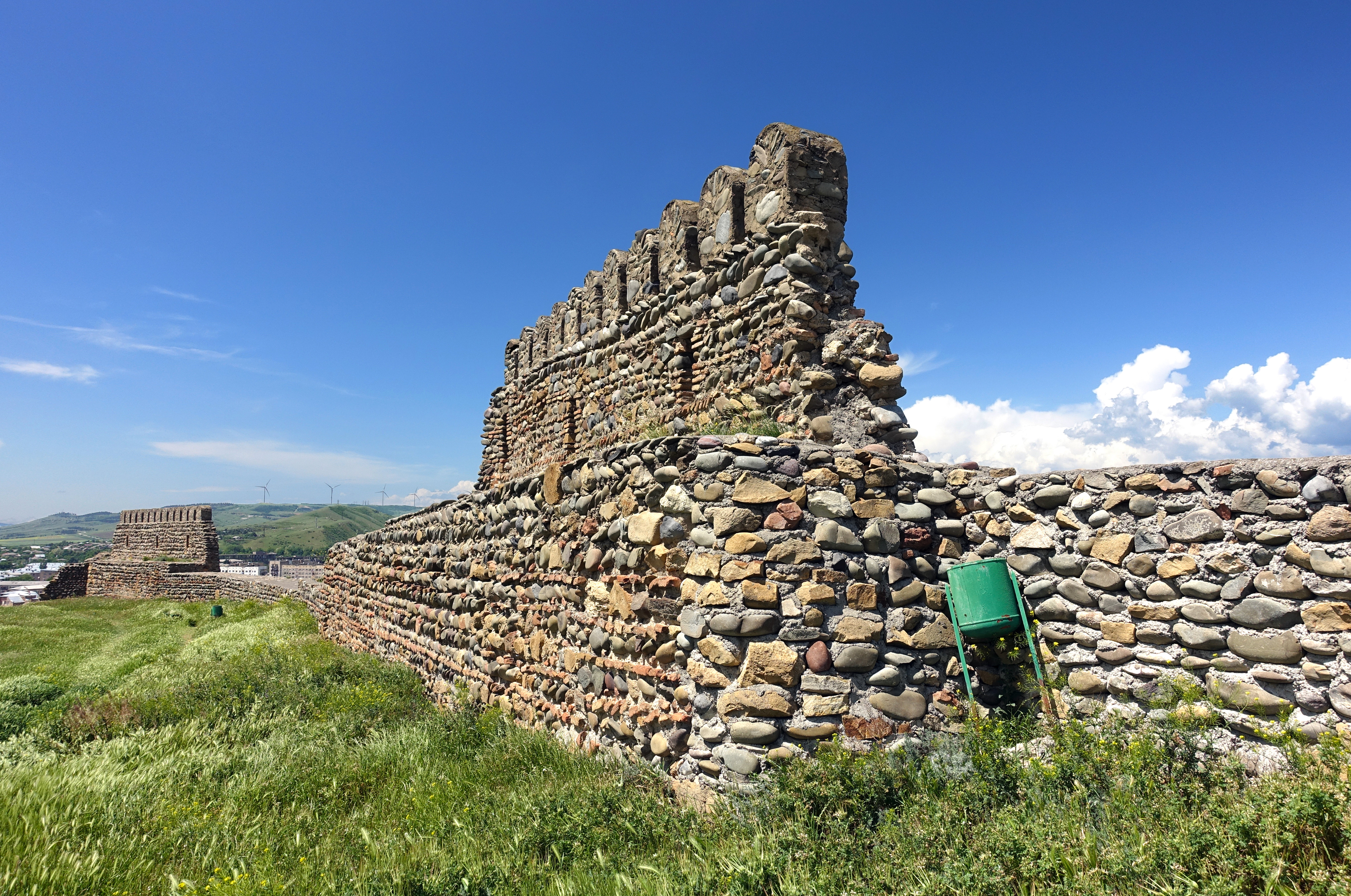
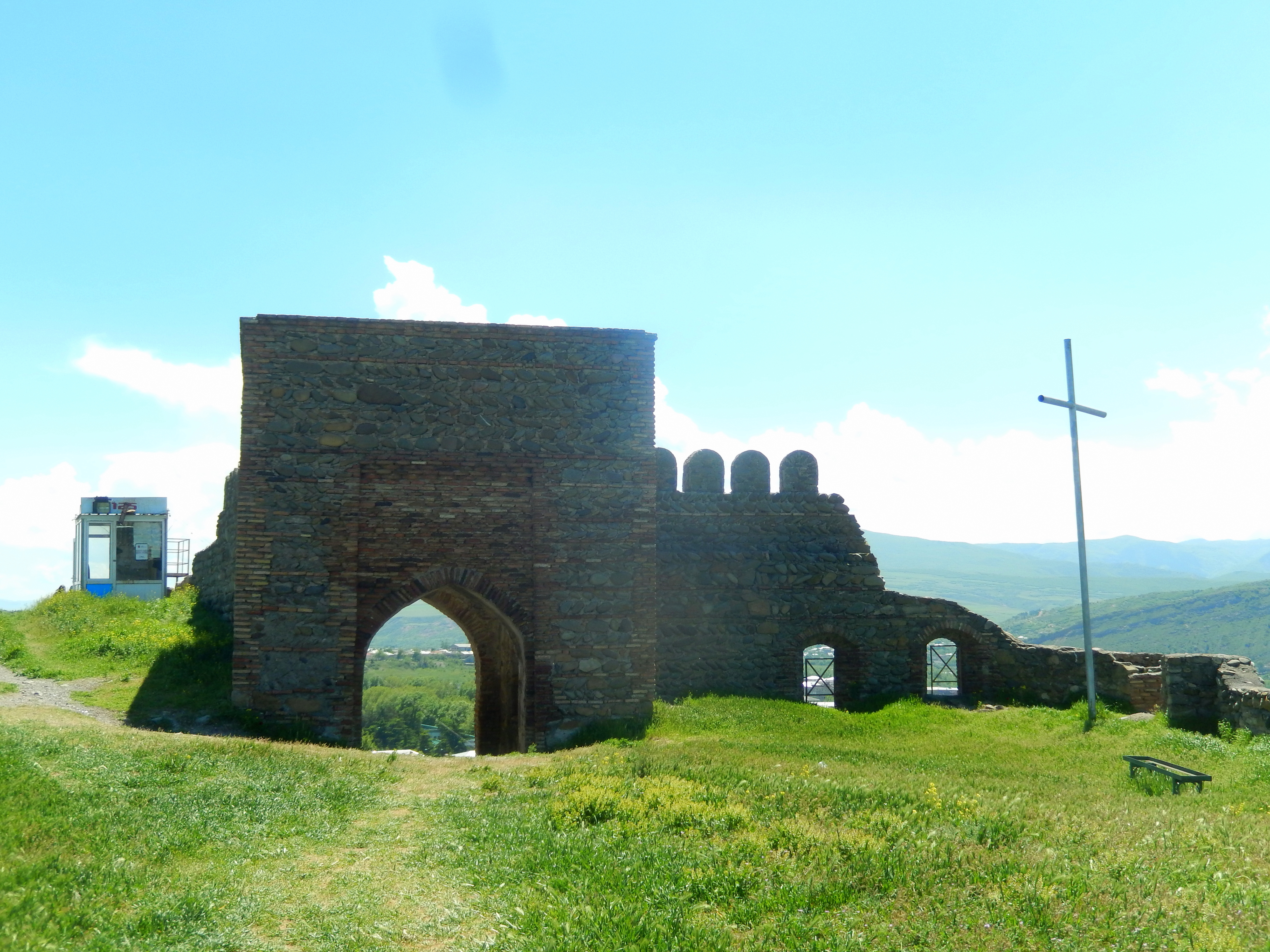
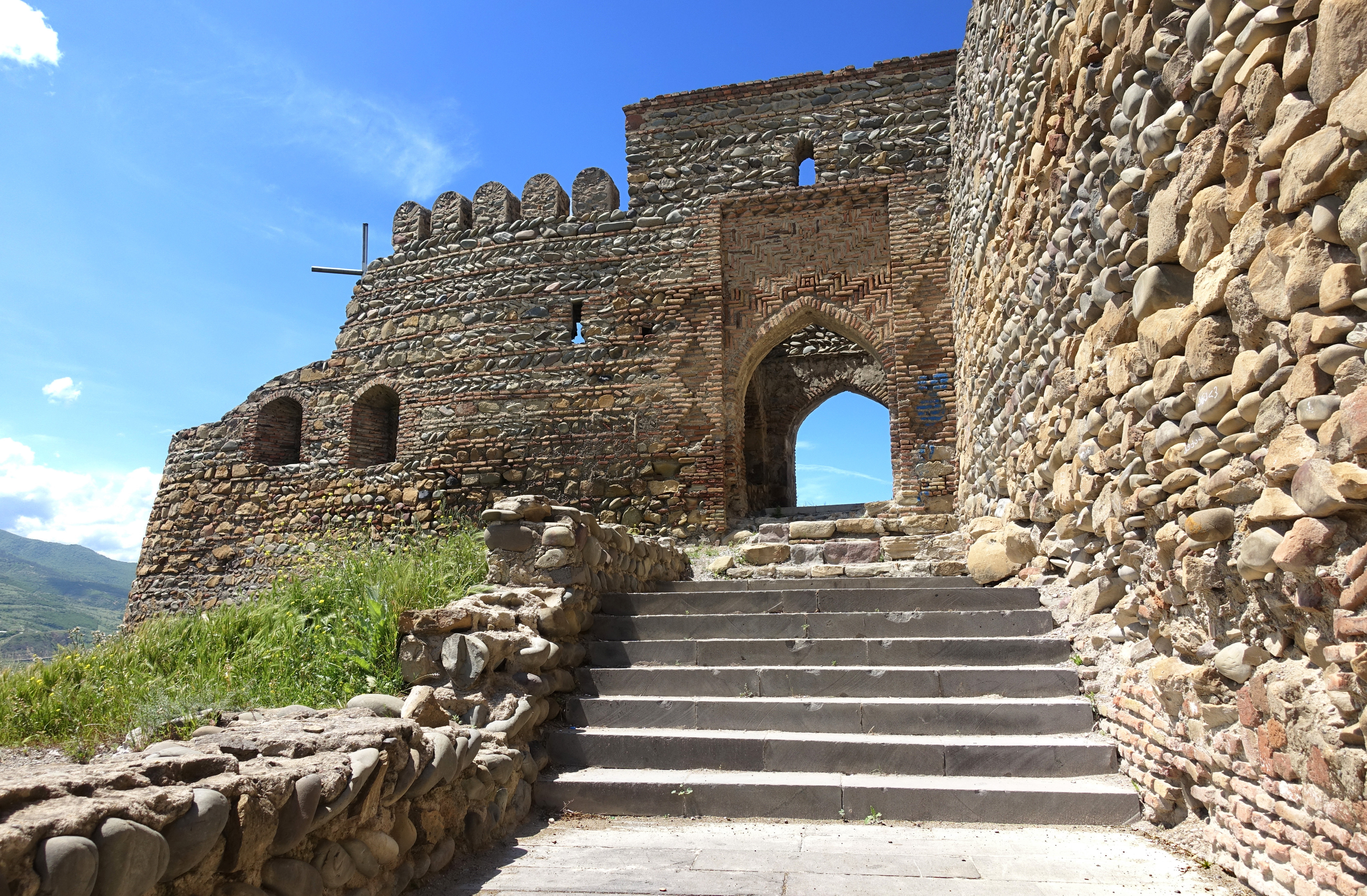
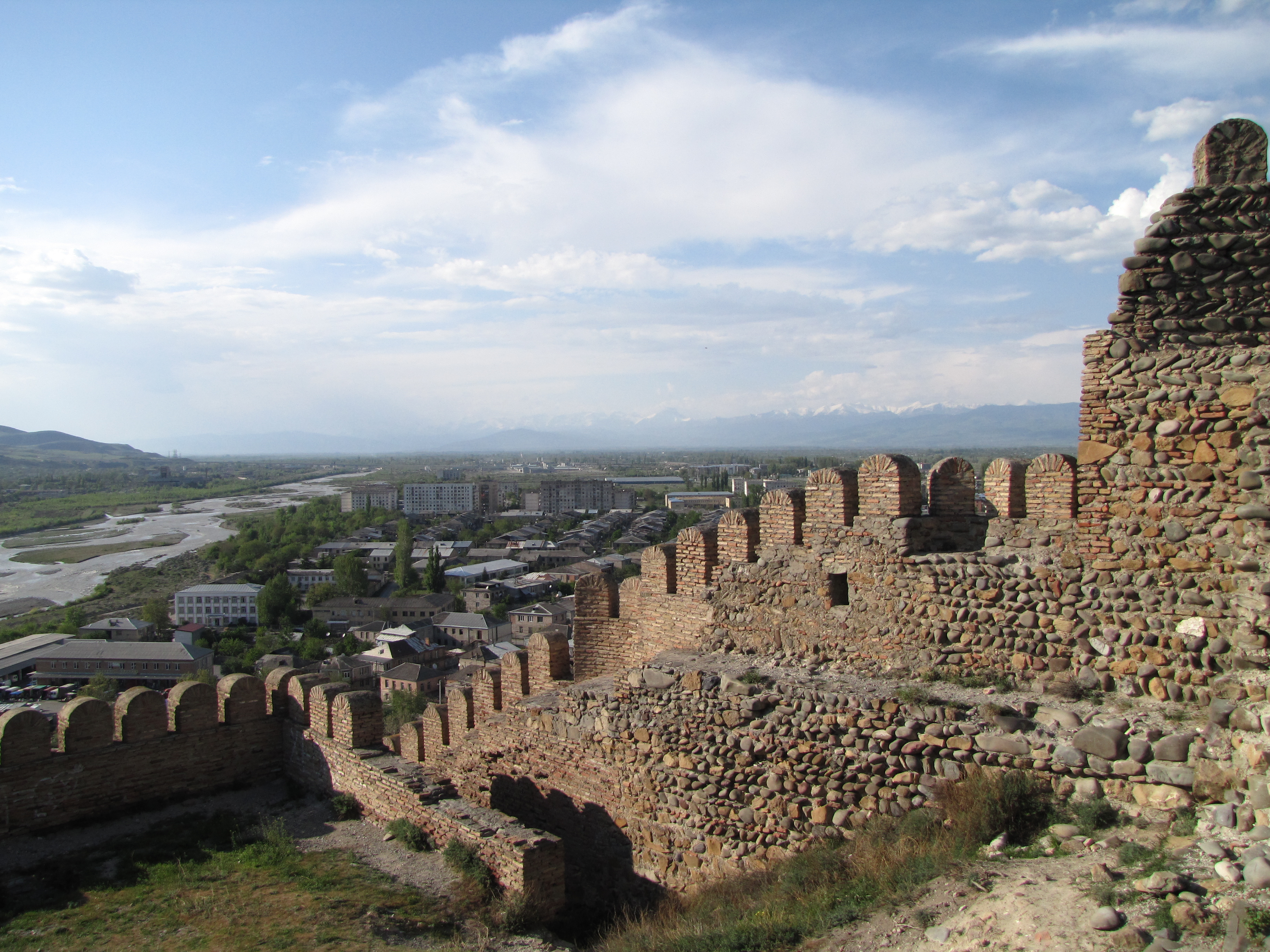